# David Russell
David Russell (Glasgow, Escòcia, 1953) és un reconegut guitarrista clàssic de renom mundial per la seva gran musicalitat i grans dots artístiques, havent guanyat el reconeixement tant de la crítica com de l'audiència. En reconeixement el seu talent i a la seva carrera internacional, va ser nomenat membre de la Royal Academy of Music de Londres l'any 1997.
Quan tenia cinc anys, la seva família va emigrar de Glasgow a Menorca, on ràpidament es va interessar per la guitarra, agafant com a referència l'estil d'Andrés Segovia i de Julian Bream. En l'actualitat, resideix a Nigrán (Galícia) encara que passa la major part del temps de gira pel món, apareixent regularment a les més prestigioses sales de concert de les grans ciutats com Nova York, Londres, Tòquio, Los Angeles, Madrid, Toronto i Amsterdam. Participa anualment en nombrosos esdeveniments musicals i els assistents gaudeixen amb el seu geni musical i queden captivats per la seva inspiradora posada en escena.

## Discografia
- Double bass and guitar, LP Festival, 1978 (amb David Milne)
- Something Unique, Overture, 1979
- David Russell plays Antonio Lauro, GMR, 1980
- Guitar Duets, Sabam, 1983 (amb Raphaella Smits)
- Guitar Concerto, Phoenix, 1984 (amb Dennis Milne, Chamber Music Players of London)
- Mario Castelnuovo-Tedesco, Academix, 1985 (amb Raphaella Smits)
- 19th Century Music, GHA, 1987
- Haendel, Bach, Scarlatti, GHA, 1989
- Tárrega: Integral de Guitarra, Opera Tres, 1991
- Music of Barrios, Telarc, 1995
- Music of Federico Moreno Torroba, Telarc, 1996
- Rodrigo Concertos, Telarc, 1997 (amb la Naples Philharmonic Orch., Erich Künzel)
- Message of the Sea, Telarc, 1998
- Music of Giuliani, Telarc, 1999
- David Russell plays Baroque Music, Telarc, 2001
- Reflections of Spain, Telarc, 2002
- David Russell plays Bach, Telarc, 2003
- Aire Latino - Latin American Music for Guitar, Telarc, 2004
- Spanish Legends - Spanish Music for Guitar, Telarc, 2005
- Renaissance Favorites for Guitar, Telarc, 2006
- Art of the Guitar - Some of the best known guitar pieces, Telarc, 2007
- Air on a G String - Baroque masterpieces by Bach, Couperin, Saint-Luc, Weiss, Telarc, 2008
- For David - A recording of guitar pieces dedicated to David, Telarc, 2010
- Sonidos Latinos, Telarc, 2010
- Isaac Albéniz, Telarc, 2011
- Grandeur of the Baroque (Bach, Händel, Couperin, Weiss), Telarc, 2012